# Felipe Gutiérrez
Felipe Alejandro Gutiérrez Leiva (Quintero, Valparaíso, 8 de outubro de 1990) é um futebolista chileno que joga como meio-campo no Universidad de Concepción.

## Carreira

### Everton
Gutiérrez começou a sua carreira no Everton, em 2004.

### Universidad Católica
Quatro anos mais tarde, depois de ter sido observado, ele foi levado por um caçador de talentos para a Universidad Católica, onde estreou profissionalmente em 2009 com 18 anos de idade. No ano seguinte, 2010, foi campeão do Campeonato Chileno, marcando 3 gols, um deles inclusive no clube que começou, o Everton, na final. Em 2011, a Universidad Católica rejeitou ofertas de US$ 11,4 milhões do Málaga e do Sporting por Felipe. Surgiu interesse de diversos clubes brasileiros mas os valores ficavam muito distantes, entre eles, se destaca o interesse do Internacional, clube que é reconhecido por investir em estrangeiros e normalmente consegue excelente resultados técnicos e financeiros com essas operações, além do Inter,  Bahia e Cruzeiro também procuraram a Universidad Católica para contar com seu futebol, mas seu destino acabou sendo mesmo a Europa. Foi eleito a revelação do Torneo Apertura de 2011 pela Revista El Gráfico, sendo apelidado de “Iniestita”.

### Twentão
Em 12 de junho de 2012, foi confirmado a sua transferência para o Twente da Holanda. O clube holandês pagou US$ 3,7 milhões para Universidad Católica por 70% do passe de Gutiérrez.

### Internacional
Em 1º de abril de 2017, o Internacional confirmou a contratação de Felipe Gutiérrez. O jogador chega no clube gaúcho por empréstimo até 31 de dezembro com opção de compra. Gutiérrez estreou pelo Inter contra o Corinthians, no Beira-Rio, entrando no final da partida no empate por 1x1 pela Copa do Brasil. Na semana seguinte, começou o primeiro jogo como titular, no jogo de volta contra o Corinthians, que classificou a equipe colorada.
Gutiérrez não chegou a ter nenhuma atuação de destaque no Inter, retornando ao Bétis após a participação do Inter na Série B.

### Retorno ao Universidad Católica
Depois de passar por Kansas City, ele chegou como agente livre na Universidad Católica. No final de 2021, Universidad Católica foi campeão da Supercopa de Chile 2021 em pênaltis, e mais tarde instituição também foi coroada tetracampeã do torneio nacional, após vencer as edições 2018, 2019, 2020 e 2021.

## Seleção Chilena
Foi convocado pelo treinador Marcelo Bielsa para um amistoso contra o Israel, partida terminado em 3 a 0.
Estreou na era Borghi em um amistoso contra a Estónia.
Depois foi convocado pelo treinador Claudio Borghi para um amistoso contra o Portugal, partida terminado em 1 a 1, porém Gutiérrez não entrou em campo. Posteriormente foi para a Holanda jogar um amistoso contra a Colômbia, partida terminado em 2 a 0, e jogou poucos minutos.
Fez parte do elenco da Seleção Chilena que disputou a Copa América de 2011 na Argentina.

## Títulos
Universidad Católica
- Campeonato Chileno: 2010, 2021
- Copa Chile: 2011
- Supercopa do Chile: 2020, 2021